# Go! Younha
《Go! Younha》는 윤하가 일본에서 발매한 첫 번째 정규 앨범이다. 윤하의 데뷔곡 〈ゆびきり〉, 애니메이션 《BLEACH》의 엔딩곡으로 쓰였던 2번째 싱글 〈ほうき星〉, 3번째 싱글 〈もっとふたりで〉, 4번째 싱글 〈タッチ / 夢の続き〉까지 모두 4장의 싱글이 앨범에 수록되었다. 이 중, 〈ほうき星〉와 〈夢の続き〉는 앨범 버전으로 수록되었다.
앨범 내의 신곡은 6곡으로, 7번째 트랙 〈マイ☆ラバ〉는 게임 《BLEACH》의 오프닝곡으로 쓰여 같은 해 12월 7일에 싱글로 발매되었다. 대한민국에는 KBS 《인간극장》 출연으로 인한 관심에 힘입어 일본 발매 1년여 만인 2006년 9월 28일에 라이센스반으로 발매되었다.

## 트랙 리스트
CD
1. ほうき星(album mix version) [혜성(album mix version)]
2. もっとふたりで [조금 더 둘이서]
3. オレンジの初恋 [오렌지의 첫사랑]
4. 碧い檸檬 [파란 레몬]
5. ゆびきり -日本語version- [약속 -일본어 version-]
6. 向日葵 [해바라기]
7. マイ☆ラバ [마이 러버]
8. 夢の続き(album version) [꿈의 연속(album version)]
9. あした、天気になれ。 [내일은 맑음]
10. 相合傘 [우산 속의 두 사람]
11. 願いはひとつ [원하는 것은 하나]
12. 思い出にできない [추억이라 하기엔]
13. タッチ [터치]